# سلنا رز
سلنا رز (به انگلیسی: Selena Rose) یکی از بازیگران فیلم‌های پورنوی آمریکایی و از بازیگران قراردادی دیجیتال پلی‌گراوند است.